# Соціофобія
Соціальний тривожний розлад (СТР), також соціофо́бія чи соціальна фобія (від лат. Socius — «загальний, спільний» і дав.-гр. Φόβος — «страх») — ірраціональний страх виконання будь-яких суспільних дій (наприклад, публічних виступів), або дій, які супроводжуються увагою з боку сторонніх осіб (наприклад, боязнь користуватися місцями громадського харчування, неможливість займатися чим-небудь при спостереженні з боку), або навіть просто зустрічатися та розмовляти з незнайомими людьми. 
Люди з соціофобією розуміють, що їхні почуття та думки можуть бути ірраціональними, проте все одно схильні відчувати тривогу щодо своїх очікувань та страх соціальних взаємодій в майбутньому. Страх перед необхідністю відвідати соціальну подію може початися за кілька тижнів наперед, внаслідок чого людина з соціофобією може активно уникати подію за всяку ціну.
Якщо залишати без нагляду, соціофобія може перешкоджати нормальному функціонуванню протягом всього життя і призводити до підвищеного ризику виникнення захворювань, наркоманії та самогубства.

## Опис
Подібні страхи можуть бути викликані уявним або наявним спостереженням за людиною. Особа з соціофобією може усвідомлювати, що її страхи надмірні або безпричинні, однак це не полегшує їх подолання. Деякі люди з соціофобією відчувають страх щодо широкого кола соціальних ситуацій, в той час як інші — лише специфічних, наприклад таких, в яких потрібно проявити свої здібності якнайкраще.
У більшості випадків соціофобія починає проявлятись в ранньому віці. 50 % осіб, що мають це захворювання, виявили його симптоми до досягнення 11 років, і 80 % — до 20-річного віку. Оскільки хвороба починає проявлятися настільки рано, можливі виникнення супутніх розладів, таких як депресія чи зловживання наркотичними речовинами. До психологічних симптомів соціофобії, зазвичай, додаються фізіологічні, такі як: почервоніння шкіри, гіпергідроз (пітливість), тремор, прискорене серцебиття, нудота. Можуть бути присутніми ступор і швидка, плутана мова. У ситуаціях, пов'язаних із сильним стресом, можливі панічні атаки. Рання діагностика, як правило, допомагає мінімізувати симптоми і уникнути виникнення додаткових (коморбідних) розладів, таких як депресія. Соціофобію інколи називають «хворобою втрачених можливостей».

## Причини
Соціальний тривожний розлад виникає під впливом різних факторів, серед яких генетична схильність, особливості розвитку нервової системи, темперамент і вплив середовища. Дослідження показують, що в його розвитку важливу роль відіграють серотонінергічна та, меншою мірою, дофамінергічна системи. Нейровізуалізаційні дослідження виявили підвищену активність мигдалеподібного тіла, префронтальної кори та тім’яних ділянок мозку у відповідь на соціальні стимули, що може зменшуватися під час лікування. Також виявлено зміни у роботі підкіркових нейронних мереж і структур білої речовини, які з’єднують мигдалеподібне тіло з префронтальною корою. Гіпоталамо-гіпофізарно-наднирникова вісь зазвичай функціонує в межах норми, але під час соціальних стресових ситуацій, таких як публічні виступи, її активність може зростати. Можливий вплив на цей процес має співвідношення тестостерону та кортизолу, а роль окситоцину ще потребує додаткових досліджень. Наявні дані про зв’язок соціального тривожного розладу з функціонуванням автономної нервової системи та імунної регуляції є суперечливими.
Одним із ранніх факторів ризику розвитку соціальної тривоги вважається стриманий темперамент, який у поєднанні з певними виховними особливостями та негативним досвідом спілкування може сприяти появі розладу. Також важливу роль відіграють особливості сприйняття соціальної інформації та поведінкові реакції, пов’язані зі страхом. Підлітковий вік є критичним періодом, коли соціальна тривога може посилюватися, особливо у людей із підвищеною чутливістю до соціальних ситуацій. Саме тому цей період вважається ключовим для профілактики розладу. Крім того, сучасні зміни в соціальному житті, зокрема активне використання цифрових технологій, можуть впливати на рівень соціальної тривожності, що потребує подальшого вивчення.

## Симптоми

### Когнітивні
Люди з соціофобією, відчувають жах від того, як вони будуть оцінені сторонніми спостерігачами. Вони майже завжди надто зосереджені на самих собі — на тому, як виглядають та поводяться. Такі люди також, як правило, висувають підвищені вимоги до себе. Особа з соціофобією щосили намагається справити хороше враження на оточуючих, але при цьому впевнена, що не зможе цього зробити. Вона може багато разів програвати у своїй голові можливі сценарії розвитку ситуацій, що викликають тривогу, аналізуючи, де і що вона могла зробити чи зробила не так. Ці думки можуть бути надзвичайно нав'язливими і мучити людину тижнями після відповідної стресової ситуації. Соціофоби мають неадекватне уявлення про себе і свої можливості, вони схильні бачити себе в поганому світлі. Дослідження свідчать, що пам'ять таких людей зберігає в собі більше поганих спогадів (звичайні люди швидше забувають погане).
Наприклад, новий співробітник у колективі знайомиться з майбутніми колегами і під час своєї промови випадково запинається. Якщо він соціофоб, то після цього у нього, найімовірніше, з'явиться сильна тривога і він думатиме про те, чи справив хороше враження; більше того, пам'ять про цю подію збережеться та стане причиною побоювань у майбутньому.

### Поведінкові
Соціофобія, чи соціально-тривожний розлад являє собою стійкий страх щодо широкого кола ситуацій, у яких людина оцінюється оточенням. Цей стан відрізняється від звичайної «сором'язливості» тим, що призводить до серйозних порушень у житті особи. Вона починає уникати будь-яких контактів із людьми, особливо у малих групах; побачень, вечірок. Остерігається говорити з незнайомцями, відвідувати ресторани і т. д. Люди з соціофобією побоюються дивитися співрозмовнику в очі.
На думку психолога Б. Ф. Скіннера, фобії, передусім, характеризуються уникаючою поведінкою. Людина просто починає остерігатися будь-яких ситуацій, які можуть провокувати у неї тривогу.

### Фізіологічні
Фізіологічні ефекти, з якими стикаються хворі, схожі на ті, що спостерігаються при інших розладах тривожного спектру. У дорослих це можуть бути сльози, надмірна пітливість, нудота, труднощі з диханням, тремтіння в кінцівках, зміна серцевого ритму, як результат реакції «бийся або тікай». Можливі розлади ходьби (у випадках, коли людина переймається, чи «правильно» вона ходить), особливо проходячи повз групу людей. Почервоніння шкіри обличчя також є досить поширеним симптомом серед осіб з соціофобією.. Всі фізіологічні реакції, що можуть бути легко помічені оточенням, ще більше посилюють тривогу в присутності сторонніх.

### Зв'язок з іншими розладами
Існує високий рівень коморбідності між соціофобією та іншими психічними розладами. Зазвичай соціофобії акомпанують занижена самооцінка і депресія — можливо, через дефіцит особистих взаємин та тривалі періоди ізоляції, пов'язані зі страхом спілкування з іншими людьми. Намагаючись позбутися тривоги та депресії, людина може починати вживати алкоголь та наркотичні речовини, що, у свою чергу, може призвести до формування залежності. За деякими даними, приблизно 20 % хворих на соціофобію потерає також і від алкоголізму. Також, одним з найпоширеніших супутніх розладів є депресія. В одному з досліджень, де взяли участь 14 263 осіб, у 2,4 % діагностували соціофобію і з них у 16,6 % виявили також депресію. Крім депресії, у хворих на соціофобію часто виявляють: панічний розлад (33 %), генералізований тривожний розлад (19 %), посттравматичний стресовий розлад (36 %), зловживання речовинами (18 %), спроби самогубства (23 %). В одному з досліджень було зазначено, що у пацієнтів з коморбідним алкоголізмом, панічним розладом або депресією соціофобія передувала появі відповідного розладу у 75 %, 61 % та 90 % випадків, відповідно..
Хоча в посібнику DSM-IV сказано, що людина не може бути визнана хворою на соціофобію, якщо її симптоми краще описуються критеріями для розладів аутистичного спектру, таких як синдром Аспергера чи аутизм, деякі люди мають обидві хвороби одночасно. Одне з досліджень виявило коморбідність у 28 % між аутизмом і соціофобією.
За деякими даними, існує зв'язок між соціофобією та біполярним розладом і розладом дефіциту уваги. Крім цього, дослідження показали, що у хворих на соціофобію, частіше розвивається гіпоманія на тлі вживання антидепрессантів, ніж у людей з соціофобією.

## Лікування
Ефективним способом лікування є когнітивно-поведінкова терапія, особливо поєднання когнітивно-поведінкової групової терапії з експозицією. Проводиться поступове звикання до тих соціальних ситуацій, які викликають у пацієнта тривогу і в яких йому потрібно робити ті чи інші дії. Значну роль у відновленні навичок спілкування у пацієнтів, які тривалий час відмовлялися від соціальних контактів, відіграють лікувальні поведінкові тренування та рольові ігри. Когнітивні методи допомагають пацієнту відновити почуття власної гідності та правильно ставитися до реакції оточення на його поведінку. У пацієнта формуються нові установки мислення при оцінці ситуацій, які провокують тривогу та відбувається позбавлення від фізичних симптомів. Може застосовуватись також релаксаційна терапія:402.
Лікарські засоби можуть застосовуватись при категоричній відмові пацієнта від психотерапії, але їхня ефективність досить обмежена і спрямована, переважно, на усунення симптомів — тривоги і стресу. Увага до соціофобії зросла в останні роки, були запропоновані такі лікарські методи:
- Антидепресанти:
  - селективні інгібітори зворотного захоплення серотоніну (СІЗЗС);
  - інгібітори зворотного захоплення серотоніну і норадреналіну;
  - інгібітори моноаміноксидази (ІМАО): моклобемід.

Також при короткостроковому лікуванні соціофобії застосовуються бензодіазепіни, наприклад, клоназепам. Попри їхню ефективність на початковому етапі терапії, надалі рекомендовано перехід на інші препарати через ризик виникнення депресії та можливості виникнення фізичної залежності. Після припинення застосування бензодіазепінів існує високий ризик рецидиву соціофобії.